# Економічний агент
Економі́чний аге́нт — суб'єкт економічних відносин, який бере участь у виробництві, розподілі, обміні та у споживанні економічних благ.
Залежно від предметної області економічних відносин і традиції має назви «суб'єкт», «економічний суб'єкт», «актор» (англ. actor), «суб'єкт господарювання», «сторона», «сектор».

## Типи економічних агентів
1. Домогосподарство
2. Підприємство
3. Держава
4. Агентські фірми

## Економічні агенти (суб'єкти) в мікроекономіці
1. Домогосподарство — модель споживача в мікроекономіці, який володіє економічними ресурсами (землею, капіталом, працею, підприємництвом) і обмінює їх на вироблені фірмою блага.
2. Фірма — модель господарської одиниці, яка виробляє блага, використовуючи для цього ресурси (виробник благ).
3. Держава — модель суб'єкта, який втручається у роботу ринкового механізму шляхом оподаткування.

## Економічні агенти (суб'єкти) в макроекономіці
Всі суб'єкти в макроекономіці є агрегованими, тобто отримуються укрупненням, усукупненням відповідних мікроекономічних суб'єктів.
1. Сектор домогосподарств (споживчий сектор) — сукупність усіх домогосподарств в економіці.
2. Сектор фірм (виробничий сектор) — сукупність усіх фірм в економіці.
3. Держава (державний сектор) — сукупність центральних і місцевих органів влади.
4. Решта світу (закордонний сектор) — сукупність усіх національних економік поза межами тої, що розглядається.